# 植万由香
植 万由香（うえ まゆか、1994年6月1日 - ）は、日本のアナウンサー、女優、元子役、元アイドル。 

## 略歴
和歌山県紀の川市出身。
小学生時代は、ファッションショーのモデルや映画、ミュージカルに出演するなど子役として活動。小学6年生の時に、第11回全日本国民的美少女コンテストに参加し、ファイナリスト21名のうちの1人として本選への出場を果たした。
高校在学中の2011年からは、和歌山ローカルのアイドルグループZagaDaの第1期メンバーとして活動していた。グループ在籍時の愛称は「まゆちぃ」。
神戸女子大学を卒業後、2017年4月に山梨放送（YBS）にアナウンサーとして入社し（同期アナウンサーは林輝彦）、翌年6月末まで同局で活動した。退社後はディスカバリー・ネクストに所属し、アナウンサー業と並行し女優としても活動。
2023年12月31日、自身のTwitterとInstagramを更新し、「今年は環境が変わりフリーとして独立した年でした。」と綴った。詳細な独立時期は明かされていないが、同年8月23日時点で所属事務所のホームページからプロフィールが削除されている。

## 人物
管理栄養士の有資格者であり、料理を自身の特技に挙げている。
趣味は電車に乗ること、ピンクの物を集めること。
YBS時代の先輩アナであるハードキャッスル エリザベスとは退社後も交友がある。

## 出演

### テレビ
- ててて!TV（YBSテレビ） - 「とんでけ!中継」木曜リポーター → 火曜リポーター（2017年10月-2018年6月）
- やまなしマルシェ（YBSテレビ）（2018年4月-6月）
- YBSニュース（YBSテレビ）

### ラジオ
- NACK5 NEWS（NACK5） - 毎週日曜日のワイド番組「INNOCENT SALON・カメレオンパーティー」内のニュースを担当。(2019年5月5日 -、）
- SAITAMA Z MAP (NACK5) - コーナーレギュラー。「インフルエンサーヘッドライン」でニュースの読み上げを担当。(2023年10月1日 - 2024年3月31日)
- YBSラジオニュース（YBSラジオ）

### 舞台
- たやのりょう一座 第4回公演「ストリッパー物語」（2020年2月19日 - 26日）[11][12]
- 時速246億『さよう、ならば、また、』（2024年4月13日 - 21日）[13]